# Institutiones Rei Herbariae
Institutiones Rei Herbariae (abreviado Inst. Rei Herb.) es un libro con ilustraciones y descripciones botánicas que fue escrito por el botánico francés, destacado como el primero en aclarar la definición del concepto de género para las plantas; Joseph Pitton de Tournefort y publicado en París en el año 1700 y Editio tertia, appendicibus aucta ab Antonio de Jussieu Lugdunaeo en 1719.
Institutiones rei herbariae es la traducción latina de Eléments de botanique, ou Méthode pour reconnaître les Plantes.